# Team RadioShack/Saison 2010
Dieser Artikel listet Erfolge und Mannschaft des Radsportteams RadioShack in der Saison 2010 auf.

## Saison 2010

### Erfolge beim UCI World Calendar
| Datum        | Rennen                                       | Fahrer             |
| ------------ | -------------------------------------------- | ------------------ |
| 10. April    | 6. Etappe Vuelta al País Vasco (EZF)         | Christopher Horner |
| 5.–10. April | Gesamtwertung Vuelta al País Vasco           | Christopher Horner |
| 9. Juni      | 3. Etappe Critérium du Dauphiné Libéré (EZF) | Janez Brajkovič    |
| 6.–13. Juni  | Gesamtwertung Critérium du Dauphiné Libéré   | Janez Brajkovič    |
| 14. Juli     | 10. Etappe Tour de France                    | Sérgio Paulinho    |

### Erfolge in der Continental Tour
| Datum          | Rennen                                   | Kat. | Fahrer             |
| -------------- | ---------------------------------------- | ---- | ------------------ |
| 20. Februar    | 4. Etappe Volta ao Algarve               | 2.1  | Sébastien Rosseler |
| 7. April       | 3. Etappe Circuit Cycliste Sarthe (EZF)  | 2.1  | Tiago Machado      |
| 14. April      | Brabantse Pijl                           | 1.1  | Sébastien Rosseler |
| 30. Mai        | 5. Etappe Belgien-Rundfahrt              | 2.HC | Ben Hermans        |
| 10. August     | Prolog Tour de l’Ain (EZF)               | 2.1  | Haimar Zubeldia    |
| 10.–14. August | Gesamtwertung Tour de l’Ain              | 2.1  | Haimar Zubeldia    |
| 26. August     | 4. Etappe Tour du Poitou Charentes (EZF) | 2.1  | Markel Irízar      |

### Mannschaft
| Fahrer             | Geburtsdatum       | Nationalität        | Team 2009                |
| ------------------ | ------------------ | ------------------- | ------------------------ |
| Lance Armstrong    | 18. September 1971 | Vereinigte Staaten  | Pro Team Astana          |
| Fumiyuki Beppu     | 10. April 1983     | Japan               | Skil-Shimano             |
| Sam Bewley         | 22. Juli 1987      | Neuseeland          | Trek Livestrong U23      |
| Janez Brajkovič    | 18. Dezember 1983  | Slowenien           | Pro Team Astana          |
| Matthew Busche     | 9. Mai 1985        | Vereinigte Staaten  | Kelly Benefit Strategies |
| Ben Hermans        | 8. Juni 1986       | Belgien             | Topsport Vlaanderen      |
| Chris Horner       | 23. Oktober 1971   | Vereinigte Staaten  | Pro Team Astana          |
| Daryl Impey        | 6. Dezember 1984   | Südafrika           | Team Barloworld          |
| Markel Irizar      | 5. Februar 1980    | Spanien             | Euskaltel-Euskadi        |
| Andreas Klöden     | 22. Juni 1975      | Deutschland         | Pro Team Astana          |
| Levi Leipheimer    | 24. Oktober 1973   | Vereinigte Staaten  | Pro Team Astana          |
| Geoffroy Lequatre  | 30. Juni 1981      | Frankreich          | Agritubel                |
| Fuyu Li            | 9. Mai 1978        | Volksrepublik China | Marco Polo Cycling Team  |
| Tiago Machado      | 18. Oktober 1985   | Portugal            | Madeinox-Boavista        |
| Jason McCartney    | 3. September 1973  | Vereinigte Staaten  | Team Saxo Bank           |
| Sérgio Paulinho    | 26. März 1980      | Portugal            | Pro Team Astana          |
| Yaroslav Popovych  | 4. Januar 1980     | Ukraine             | Pro Team Astana          |
| Dmitri Murawjow    | 2. November 1979   | Kasachstan          | Pro Team Astana          |
| Grégory Rast       | 17. Januar 1980    | Schweiz             | Pro Team Astana          |
| Sébastien Rosseler | 15. Juli 1981      | Belgien             | Quick Step               |
| Iwan Rowny         | 30. September 1987 | Russland            | Katjuscha                |
| José Luis Rubiera  | 27. Januar 1973    | Spanien             | Pro Team Astana          |
| Bjorn Selander     | 28. Januar 1988    | Vereinigte Staaten  | Trek Livestrong U23      |
| Gert Steegmans     | 30. September 1980 | Belgien             | Katjuscha                |
| Tomas Vaitkus      | 4. Februar 1982    | Litauen             | Pro Team Astana          |
| Haimar Zubeldia    | 1. April 1977      | Spanien             | Pro Team Astana          |
| Stagiaires         | Stagiaires         | Nationalität        | Nationalität             |
| Clinton Avery      | Clinton Avery      | Neuseeland          |                          |
| Taylor Phinney     | Taylor Phinney     | Vereinigte Staaten  |                          |
| Jesse Sergent      | Jesse Sergent      | Neuseeland          |                          |

## Trikot

2010